# Bonaparte (Iowa)
Pour les articles homonymes, voir Bonaparte (homonymie).
Bonaparte est une ville du comté de Van Buren, en Iowa, aux États-Unis. Elle est fondée en 1837 et incorporée le 31 janvier 1899. 

## Source de la traduction
- (en) Cet article est partiellement ou en totalité issu de l’article de Wikipédia en anglais intitulé « Bonaparte, Iowa » (voir la liste des auteurs).